# فرودگاه هاربر گریس
فرودگاه هاربر گریس (به انگلیسی: Harbour Grace Airport) یک فرودگاه همگانی است که یک باند فرود چمن دارد و طول باند آن ۶۱۰ متر است. این فرودگاه در کشور کانادا قرار دارد و در ارتفاع ۹۹ متری از سطح دریا واقع شده‌است.